# Coelichneumon fulvibasalis
Coelichneumon fulvibasalis är en stekelart som beskrevs av Tohru Uchida 1932. Coelichneumon fulvibasalis ingår i släktet Coelichneumon och familjen brokparasitsteklar. Inga underarter finns listade i Catalogue of Life.